# Loro Ciuffenna
Loro Ciuffenna (IPA: ['ǀoɾo t͡ʃu'ffenna]) è un comune italiano di 5 898 abitanti della provincia di Arezzo in Toscana. Fa parte de "I borghi più belli d'Italia".

## Geografia fisica

### Territorio
Il comune di Loro Ciuffenna si trova nel Valdarno superiore, a circa 5 km di distanza in linea d'aria dalla riva destra dell'Arno. Il territorio, situato al margine di un antico bacino lacustre preistorico nel quale sfociava anticamente il torrente Ciuffenna, comprende il fondovalle del Ciuffenna, dove si trova il capoluogo, una serie di terreni a quota inferiore, dolcemente digradanti verso l'Arno (interessati dalle caratteristiche Balze del Valdarno) e una parte dei rilievi del massiccio del Pratomagno.
- Classificazione sismica: zona 3 (sismicità bassa), Ordinanza PCM 3274 del 20/03/2003
- Classificazione climatica: zona E, 2140 GR/G
- Diffusività atmosferica: alta, Ibimet CNR 2002

### Flora e fauna
Il territorio comunale presenta caratteristiche di pregio naturalistico soprattutto a livello della fascia montana, attestate dalla designazione di un vasto sistema SIC-ZPS. La macrofauna è caratterizzata da alcune specie particolarmente diffuse, quali il cinghiale, il capriolo (soprattutto alle quote più basse) e il daino, quest'ultimo sconsideratamente introdotto da qualche decennio a partire dalla Tenuta di San Rossore. Tra gli uccelli è interessante la presenza del biancone.

### Clima
Il clima mostra caratteristiche fortemente variabili all'interno del territorio comunale, che dalla fascia dell'olivo raggiunge le quote più elevate di quella del faggio. Nel capoluogo la temperatura media mensile varia dai 5,3° di gennaio ai 24,1° di agosto, mentre la media annua delle precipitazioni è di 1014 mm (anni di riferimento dal 2009 al 2014).
- Statistiche meteo (stazione Piano di Loro)

### Origini del nome
Il toponimo è attestato per la prima volta nel 1050 come Loro, dal latino laurus ("alloro"), mentre Ciuffenna è il nome del torrente vicino, attestato nel 1037 come Iofinne e derivato dal nome di persona romano Clufennius di probabile origine etrusca. Il nome del torrente fu aggiunto a quello originario del paese nel 1863.

## Storia
Situata lungo l'antica via di collegamento fra Arezzo e Fiesole, l'area sulla quale sorge oggi Loro Ciuffenna fu abitata anticamente dagli Etruschi, come esplicitato da Tito Livio nel XII libro della sua opera Ab Urbe Condita Libri, nonché dalla stessa toponomastica del luogo (il nome del torrente che attraversa il paese, Ciuffenna, è di indubbia provenienza etrusca, così come quello della vicina località di Gropina, probabilmente derivazione dall'etrusco Krupina).
Con la lastricazione della via consolare Cassia Vetus gli insediamenti etruschi videro un fiorire dei commerci e degli interscambi culturali che favorirono urbanizzazione e sviluppo sociale. Il progressivo abbandono dell'arteria, sostituita verso la fine del II secolo a.C. dalla più pratica e diretta Cassia Adrianea (passante per il fondovalle) produsse una generale emarginazione delle comunità sviluppatesi sulle colline, in favore dei centri più vicini alla nuova linea di comunicazione.
Alla caduta dell'Impero romano d'Occidente le comunità site nell'altopiano valdarnese passarono a fasi alterne sotto Bizantini e Longobardi. Di queste dominazioni rimangono ben impressi i luoghi sacri.
La prima menzione ufficiale del borgo di Loro risale ad un documento del 1059 con il quale i Conti Guidi concedevano in subfeudo il locale castello signorile al nobile Ugo, probabilmente esponente della famiglia degli Ubertini. Documenti di poco successivi dimostrano come la zona fosse oggetto di discreto interesse dei potentati locali, ivi compreso il Vescovo di Arezzo.
Nel 1293 la Repubblica Fiorentina assunse il controllo diretto del borgo e delle terre vicine. L'inserimento della comunità lorese nel dispositivo militare-commerciale di Firenze produsse un generale sviluppo urbano ed un aumento degli investimenti, operato soprattutto da ricchi cittadini fiorentini ed aretini. I primi statuti ufficiali della comunità di Loro risalgono al 1462.

### Simboli
La pianta d'alloro dà origine al nome del paese ed è presente nello stemma civico.
Il gonfalone è un drappo partito di verde e di azzurro.

## Monumenti e luoghi d'interesse

### Architetture religiose
- Pieve di San Pietro a Gropina, risalente al XII secolo e dichiarata monumento nazionale;
- badia di Sant'Andrea a Loro Ciuffenna
- chiesa di Santa Maria Assunta a Loro Ciuffenna[8]
- santuario della Madonna dell'Umiltà a Loro Ciuffenna[9]
- chiesa della Compagnia del Corpus Domini a Loro Ciuffenna[10]
- oratorio di San Giuseppe a Malva
- chiesa di Santa Maria Assunta a Poggio di Loro
- chiesa di Santa Maria a Querceto
- chiesa di Santa Lucia a Sagona
- pieve di San Giustino a San Giustino Valdarno[11]
- ex cappella della Vergine Maria, situata in via Alessandro Marchese del Borro a San Giustino Valdarno[12], la cui presenza è attestata almeno dal 1765[13]
- cappella Casa d'Agna, che si trova all'interno dell'omonima azienda agricola, situata nei pressi di San Giustino Valdarno, la cui presenza è attestata almeno dal 1765[14][15]
- chiesa di Santa Maria Assunta a Faeto
- Maestà di Caneto, situata nei pressi del madonnino di Pratovalle, posto lungo via Poggio a Ronco, che è una cappella che venne edificata in occasione della peste del 1631 e che era dedicata alla Madonna e a Sant'Antonio, San Rocco o San Sebastiano, che erano dei santi che proteggevano dalla peste.[16] L'edificio crollò parzialmente nel 1966 e oggi rimangono dei ruderi[17][18]
- chiesa di Santa Lucia a Pratovalle[19], chiesa neoclassica la cui presenza è attestata almeno dal 1709[20]
- ex chiesa della Vecchia Compagnia a Pratovalle, chiesa sconsacrata la cui presenza è attestata almeno dal 1374[21] che ha assunto l'aspetto attuale nel XVII secolo[22]
- chiesa di San Iacopo a Modine[23]
- oratorio di Santa Maria a Gorgiti[24]
- cappella Forzoni - Accolti a Casamona
- chiesa di San Salvatore e Sant'Angelo a Chiassaia[25]
- chiesa di San Biagio al Borro
- cappella adiacente al giardino rinascimentale antistante la villa padronale del Borro[26][27]
- ex oratorio di Santa Maria Maddalena al Borro[28]
- ex chiesa della Compagnia al Borro, la cui presenza è attestata almeno dal 1765[29]
- cappella di San Rocco a San Clemente in Valle[30]

### Architetture civili
Nel territorio lorese sono presenti diversi mulini ad acqua, oggi dismessi:
- l'ex mulino di Loro Ciuffenna, costruito nel 1100[31], che era alimentato dal torrente Ciuffenna;[32]
- lungo il corso del torrente Agna di Pratovalle sono presenti i seguenti ex mulini:
  - Pratovalle:
    - un documento del 6 luglio 1240 del monastero di Santa Trinità in Alpe testimonia la costruzione di un mulino, alimentato dal torrente Agna di Pratovalle e dal Borro di Pratovalle[33][34] e posto lungo il primo corso d'acqua, di cui rimangono i resti: l'abate don Guido attribuì al rettore della chiesa di Santa Maria di Faeto «l'uso dell'acqua e della ripa del fiumicello Agna ad oggetto di edificarvi un mulino di pertinenza della chiesa predetta».[35] Tale struttura si trova all'esterno del paese, in prossimità della confluenza del Borro del Gattaio nell'Agna di Pratovalle.[32][36][37] Il mulino (non è chiaro se il riferimento è a quello prima citato o quello del XVII secolo) risulta essere stato restaurato nel 1682, stando agli atti del comune dell'Anciolina, a cui Pratovalle dal XVI secolo in poi apparteneva; nel 1710 era gestito da Antonio Forzoni, proprietario dell'omonimo palazzo in Casamona, che fece scalpellare a sue spese le nuove macine;[38]
    - nel XVII secolo fu costruito un mulino ad acqua alimentato dal torrente Agna di Pratovalle, rimasto attivo fino al 1965, che successivamente è stato convertito in abitazione privata. Ha conservato le macine e i resti della vecchia gora;[39][40]

  - vicino a Sercognano si trova il mulinaccio, la cui presenza è attestata almeno dal 1765;[32][41]
  - San Giustino Valdarno:
    - in via Alessandro Marchese del Borro si trova un antico mulino oggi trasformato in abitazioni private, la cui presenza è documentata almeno dal 1765;[32][37][42]
    - all'esterno del nucleo abitato, accessibile da via Martiri dell'Oreno, nei pressi di villa la Grotta, si trova il molinuzzo, presente almeno dal 1765[43], che ha conservato la gora;[32][44]

  - all'interno della tenuta del Borro, fra Il Borro e San Giustino Valdarno, si trova l'ex mulino di Querceto, oggi trasformato in residenza turistica.[45][46]

Lungo il sentiero CAI 39, fra Pratovalle e Roveraia, è presente il ponte di Annibale, antico ponte, la cui presenza è documentata almeno dal 1765, su cui è passato Annibale nel 217 a.C.

### Borghi fantasma
Nei pressi di Pratovalle si trova il borgo fantasma di Roveraia. Il paese, di origine medievale, periodo in cui era presente una torre, fu sede di un'importante base partigiana durante la Seconda guerra mondiale, motivo per cui fu distrutto per mano dell'esercito tedesco e bombardato. Fu ricostruito e in seguito abbandonato fra gli anni Sessanta e Ottanta del XX secolo. Attualmente il paese si trova in stato ruderale.

### Vigna delle Sanzioni
Il vigneto storico monumentale "Vigna delle Sanzioni" si trova a 3 chilometri dal centro storico, lungo l'antica strada dei Setteponti, e costituisce una delle opere agrarie italiane più rilevanti degli inizi del XX secolo.

## Società

### Evoluzione demografica
Abitanti censiti

### Etnie e minoranze straniere
Secondo i dati ISTAT al 31 dicembre 2010 la popolazione straniera residente era di 415 persone. Le nazionalità maggiormente rappresentate in base alla loro percentuale sul totale della popolazione residente erano:
- Romania 148 2,50%
- Albania 67 1,13%

## Cultura

### Arte
È originario di Loro il pittore manierista Carlo Portelli, di cui restano alcune opere nella chiesa di Santa Maria Assunta.
A partire dai primi anni sessanta del Novecento, il Comune di Loro Ciuffenna istituì un premio nazionale di pittura estemporanea finalizzato a valorizzare l'opera di artisti nell'arte contemporanea, solitamente patrocinato dal Ministero dei Beni e delle Attività Culturali, dalla Regione Toscana e dalla Provincia di Arezzo. Tra il 1962 ed il 1974 Loro Ciuffenna ha ospitato diverse esposizioni temporanee del pittore spezzino contemporaneo Ferdinando Carotenuto (1925 - 2022), mentre ne custodisce tuttora una collezione.
La frazione di Pratovalle è legata ai seguenti artisti:
- i pittori Paulo e Valentino Ghiglia, che hanno frequentato il borgo nel XX secolo; in particolare Valentino Ghiglia, che frequentò il paese fra gli anni Trenta e gli anni Cinquanta del XX secolo, rappresentò molti dei suoi scorci nelle sue opere;[70][71][72]
- l'artista Pietro Cioni, nato il 18 luglio 1945 da una famiglia di ristoratori e residente a Loro Ciuffenna. Allievo di Venturino Venturi, visse la sua infanzia nella frazione, dove vivevano i suoi nonni, tanto da utilizzare come nome d'arte quello di Pietro Pratovalle.[73] Sulle pareti del primo piano dell'ex mulino del XVII secolo di Pratovalle sono presenti delle decorazioni pittoriche da lui realizzate.[39]

## Geografia antropica

### Frazioni
Il territorio comunale di Loro Ciuffenna comprende al suo interno un vario numero di frazioni.
- Anciolina (933 m s.l.m., 20 abitanti)[74]
- Casale (657 m s.l.m., 20 abitanti)[74]
- Casamona (631 m s.l.m., 11 abitanti)[74]
- Chiassaia (787 m s.l.m., 11 abitanti)[74]
- Faeto (612 m s.l.m., 13 abitanti)[74]
- Gorgiti (644 m s.l.m., 34 abitanti)[74]
- Gropina (381 m s.l.m., 36 abitanti)[74]
- Il Borro (266 m s.l.m., 19 abitanti)[74]
- La Casa (736 m s.l.m., 9 abitanti)[74]
- Modine (699 m s.l.m., 40 abitanti)[74]
- Poggio di Loro (626 m s.l.m., 84 abitanti)[74]
- Pratovalle (566 m s.l.m., 28 abitanti)[74]
- Rocca Ricciarda (943 m s.l.m., 10 abitanti)[74]
- San Clemente in Valle (545 m s.l.m., 77 abitanti)[74]
- San Giustino Valdarno (308 m s.l.m., 1 344 abitanti)[74]
- Trappola (851 m s.l.m., 20 abitanti)[74]
- Trevane (625 m s.l.m., 18 abitanti)[74]
- Villa (795 m s.l.m., 16 abitanti)[74]

### Altre località del territorio
Nel territorio comunale si contano anche numerose piccole località abitate e borgate minori quali Caneto, Diaccio alle Vacche, Fonte Bona, i Piani, il Termine, la Gubbiana, le Pennucce, Macchia del Forno, Malva, Mille Pini, Oliveto, Pian dei Lelli, Pian della Fonte, Pieravilla, Querceto, Roveraia, Sagona e Sercognano.

## Amministrazione
Di seguito è presentata una tabella relativa alle amministrazioni che si sono succedute in questo comune.
| Periodo        | Periodo        | Primo cittadino  | Partito                                                | Carica  | Note   |
| -------------- | -------------- | ---------------- | ------------------------------------------------------ | ------- | ------ |
| 27 giugno 1985 | 28 giugno 1990 | Pieraldo Vasai   | Partito Socialista Italiano                            | Sindaco | [ 75 ] |
| 28 giugno 1990 | 24 aprile 1995 | Pieraldo Vasai   | Partito Socialista Italiano                            | Sindaco | [ 75 ] |
| 24 aprile 1995 | 14 giugno 1999 | Sauro Amegli     | centro-sinistra                                        | Sindaco | [ 75 ] |
| 14 giugno 1999 | 14 giugno 2004 | Franco Bagnolesi | L'Ulivo                                                | Sindaco | [ 75 ] |
| 14 giugno 2004 | 8 giugno 2009  | Franco Bagnolesi | centro-sinistra                                        | Sindaco | [ 75 ] |
| 8 giugno 2009  | 26 maggio 2014 | Piero Lazzerini  | centro-sinistra                                        | Sindaco | [ 75 ] |
| 26 maggio 2014 | 27 maggio 2019 | Moreno Botti     | lista civica di centro-sinistra Per Loro Ciuffenna     | Sindaco | [ 75 ] |
| 27 maggio 2019 | 10 giugno 2024 | Moreno Botti     | lista civica di centro-sinistra Pratomagno sostenibile | Sindaco | [ 75 ] |
| 10 giugno 2024 | in carica      | Andrea Rossi     | lista civica Voltiamo Pagina                           | Sindaco | [ 75 ] |

### Gemellaggi
- Gruissan, dal 1995
- Nyékládháza, dal 1998